# Estação Canoas
A Estação Canoas é uma das estações do Metrô de Porto Alegre, situada em Canoas, entre a Estação Fátima e a Estação Mathias Velho. Faz parte da Linha 1.
Foi inaugurada em 2 de março de 1985. Localiza-se no cruzamento da Avenida Vítor Barreto com a Rua Tiradentes. Atende o bairro do Centro.

## Localização
A estação recebeu esse nome por ser a estação central situada no município de Canoas. O município possui esse nome pois na região, antigamente, eram fabricadas canoas utilizadas no acesso a uma antiga estação ferroviária.
Em suas imediações se localiza o Centro Universitário La Salle, uma instituição de ensino superior privada que oferece diversos cursos de graduação e de pós-graduação, além do Via Porcello Shopping, um importante centro de compras e de lazer da região.